# Заболоцкий, Анатолий Дмитриевич
Анатолий Дмитриевич Заболо́цкий (род. 16 сентября 1935, Сыда, Красноярский край) — кинооператор-постановщик, фотохудожник, писатель, общественный деятель. Заслуженный деятель искусств РСФСР (1976).

## Биография
Анатолий Дмитриевич Заболоцкий родился 16 сентября 1935 года в крестьянской семье в деревне Сыда Краснотуранского района Красноярского края.
Среднюю школу окончил в Абакане (Республика Хакасия) в 1953 году. В сентябре 1954 года стал учиться на операторском факультете Всесоюзного государственного института кинематографии.
После окончания ВГИКа (1959), с 1 октября 1960 года работал кинооператором на «Беларусьфильме», где, по собственному признанию, «с головой ушел в работу на студии, до 1969 года даже не используя положенных отпусков».
Впоследствии работал на киностудиях «Таллинфильм», имени М. Горького, «Мосфильм». Участвовал в создании 15 художественных и 8 документальных фильмов. Среди них «Альпийская баллада», «Через кладбище», «Печки-лавочки», «Калина красная», «Слово для защиты», «Целуются зори», «Обрыв» и другие. Выступил также как актёр в фильмах «Слово для защиты», «Печки-лавочки», как сценарист и режиссёр документального фильма «Слово матери» (1979).
Уже первую его работу в качестве оператора-постановщика («Через кладбище», 1965) заметили специалисты. Р. Юренев в своей рецензии на фильм «Талантливое начало» отмечал, что оператор точно выразил замысел режиссёра Виктора Турова в его дипломной работе. Заболоцкий целеустремлённо наращивал ощущение напряжённой атмосферы в то же время избегая чувства полной обречённости. Оператору удалось передать настроение героев зрителю и всё время поддерживать интерес к происходящему на экране, с этой трудной задачей он справился достойно. Однако в этой первой самостоятельной работе Заболоцкий ещё не нашёл своего индивидуального стиля.
С 1977 года занимается художественной фотографией. После 1983 года отошёл от кинематографической деятельности, участвуя лишь эпизодически. По его словам: «Я ушёл не из кино вообще, а из того кино, которое сегодня культивируется…».
Вышло 26 изданий с фотографиями А. Д. Заболоцкого — книги, альбомы, календари. В их числе два издания книги В. Белова «Лад», книга В. Солоухина «Письма из Русского музея», юбилейное издание «Слово о полку Игореве» — 800 лет" под редакцией академика Д. С. Лихачёва, фотокнига «Лик православия». Неоднократно проводились фотовыставки работ А. Д. Заболоцкого в Москве (в Совете Федерации, Храме Христа Спасителя, Манеже), в Абакане, Минусинске и других городах России.
Пишет в мемуарно-публицистическом жанре. Публиковался в журналах «Москва», «Наш современник», «Роман-газета», «Роман-журнал XXI век» и других. Широкую известность получили воспоминания о соратнике и друге В. М. Шукшине «Шукшин в кадре и за кадром. Записки кинооператора» (1998).
Живет в Москве. Член Московской городской организации Союза писателей России, член редколлегии народного журнала «Роман-газета».

## Звания и награды
- Заслуженный деятель искусств БССР (1967).
- Заслуженный деятель искусств РСФСР (1976).
- Заслуженный деятель искусств Республики Хакасия (1998).
- Премия Ленинского комсомола (1979) — за фильм «Слово для защиты» (1976).
- Международная премия Андрея Первозванного «За Веру и Верность» (2005).

## Фильмография
- 1962 — Звезда на пряжке;
- 1962 — Маленькие мечтатели (киноальманах);
- 1963 — Последний хлеб (совместно с Ю. Марухиным);
- 1964 — Через кладбище;
- 1965 — Альпийская баллада;
- 1967 — Житие и вознесение Юрася Братчика;
- 1969 — Безумие;
- 1972 — Печки-лавочки;
- 1973 — Калина красная;
- 1976 — Слово для защиты;
- 1978 — Целуются зори;
- 1983 — Обрыв;
- 1984 — Нам не дано предугадать (совместно с В. Межековым);
- 1986 — Скакал казак через долину (совместно с В. Межековым);
- 1990 — Всё впереди (СССР—Франция).

## Книги и публикации
- Шукшин в жизни и на экране: записки кинооператора Архивная копия от 10 июля 2015 на Wayback Machine / Анатолий Дмитриевич Заболоцкий; Послесл.: А.Заболоцкий. — М. : [б. и.], 1999. — 48 с. — (Роман-газета , ISSN 01316044 ; 10(1352)). — 20700 экз.
- Тяжесть креста. Шукшин в кадре и за кадром: (совместно с В. И. Беловым). М.: «Советский писатель», 2002.
- «Но не любить тебя, не помнить, я научиться не могу» / Хакасия, 7 августа 1999 года.